# Dionysius Dreytwein
Dionysius Dreytwein (* 1498 in Esslingen; † 31. Januar 1576 ebenda) war ein deutscher Kürschner und Autor. Bekannt wurde er als Verfasser der Esslingischen Chronik.

## Leben
Dionysius Dreytwein entstammte einer alteingesessenen Esslinger Kürschnerfamilie. Sein Großvater war der langjährige Ratsherr Bernhard Trutwin. Nach dem Tod seines Vaters 1519 bereiste und lebte er in Straßburg, Frankfurt am Main, Basel, Nürnberg, Wien, sowie in Orten in Schlesien, der Oberlausitz und Pommern über einen Zeitraum von insgesamt zwölf Jahren hinweg. 1543 heiratete er Katharina Wolff von Cannstatt („Kattreina Wolffin von Kannstatt“). Das Ehepaar hatte zwölf Kinder, von denen sechs als Säuglinge beziehungsweise Kleinkinder starben. Wie auch der etwa zeitgenössische Chronist Hermann von Weinsberg in Köln schrieb er die Geschichte seiner Familie nieder, die sich zu seiner Zeit bereits im gesellschaftlichen Abstieg befand. Während seine Chronik nur wenige persönliche Angaben enthält, findet sich sein Name verhältnismäßig oft im städtischen Verwaltungsschrifttum.

## Werke

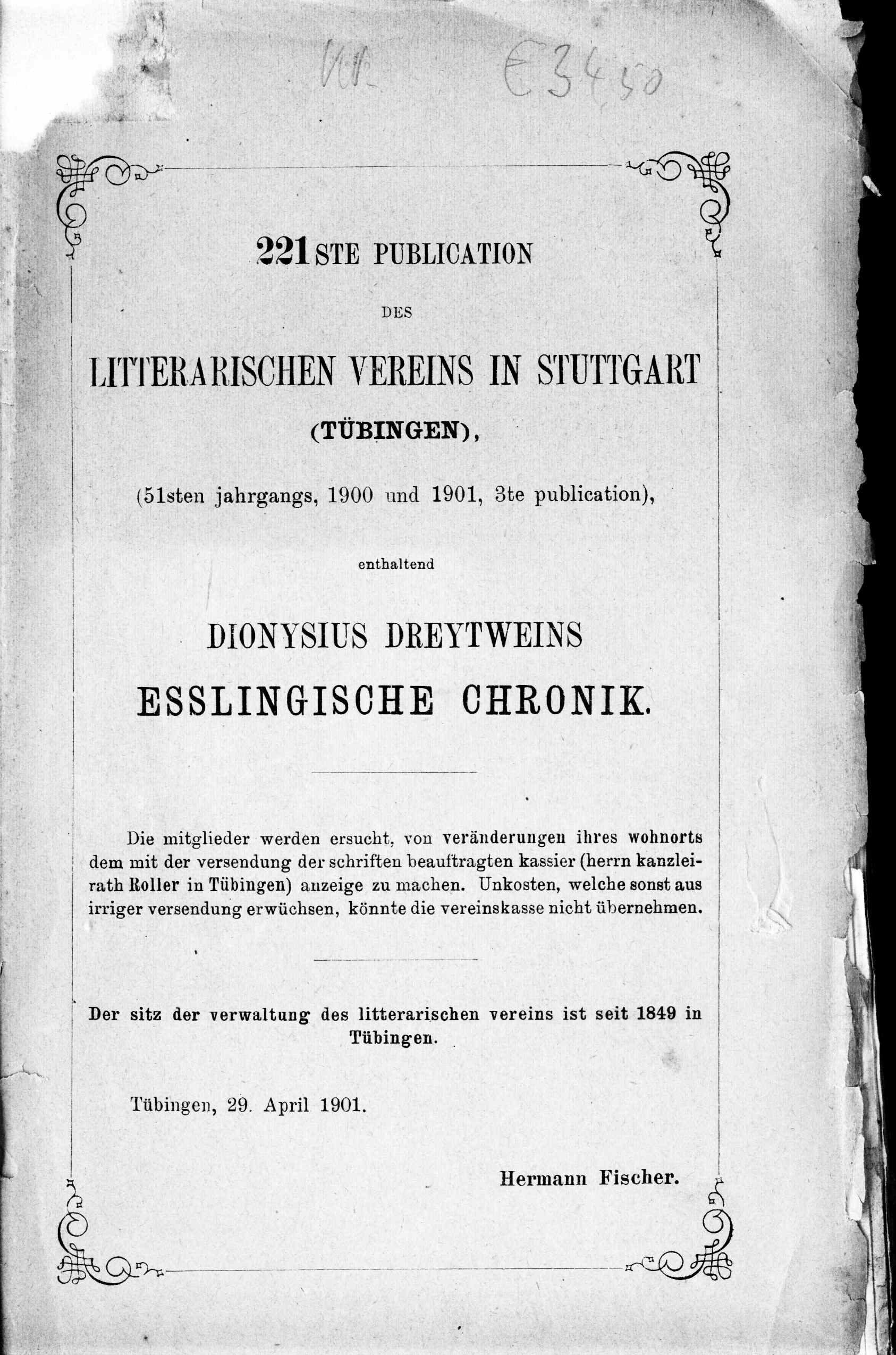
Esslingische Chronik Dionysius Dreytwein (Ausgabe 1901)

- Nach eigenen Angaben schrieb Dreytwein die Esslingische Chronik zwischen 1548 und 1564. Sie besteht aus 194 beidseitig beschriebenen, unterschiedlich großen Blättern, eventuell sind letzte Blätter verloren gegangen. Vermutlich hat er die Arbeit nicht chronologisch fortschreitend verfasst, sondern aus älteren Notizen zwischen 1562 und 1564 zusammengefügt. Er schildert Ereignisse aus dem Alltag, sowie Diskussionen auf Zunfthäusern, öffentliche Versammlungen in Kirchen und Gespräche in Werkstätten. Darüber hinaus sind die Schilderungen seiner Gesellenwanderungen aufschlussreich für Untersuchungen der damaligen Handwerkergesellenwanderung über einen großen Zeitraum von über vierzig Jahren.[2] Zudem beschreibt er ausführlich seine eigenen Lebensumstände. 89,4 % seiner Aufzeichnungen betreffen seine eigene Gegenwart, 1,3 % seine Familie, 0,8 % seine Gesellen, 2,3 % Vergangenheits- und 4,1 % Zeitgeschichtsschreibung.[1]

Die Esslingische Chronik zählt nicht nur zu den Chroniken, sondern auch zu den Ego-Dokumenten. Sie ist deshalb eine bedeutende Quelle für die Esslinger Stadtgeschichtsforschung.
- Dreytwein verfasste zudem die Werke Die Franziskaner-Reimchronik von 1567 und die Wiener Reimchronik von 1573, letztere eine Bearbeitung der Schwäbischen Chronik des sogenannten Thomas Lirer.[3]

## Edition
- Adolf Diehl (Hrsg.): Dionysius Dreytweins Esslingische Chronik (1548–1564). Bibliothek des Literarischen Vereins in Stuttgart, 221. Tübingen 1901.